# 埃尔弗峰 (施图拜山)
47°30′56″N 10°33′13″E / 47.51556°N 10.55361°E

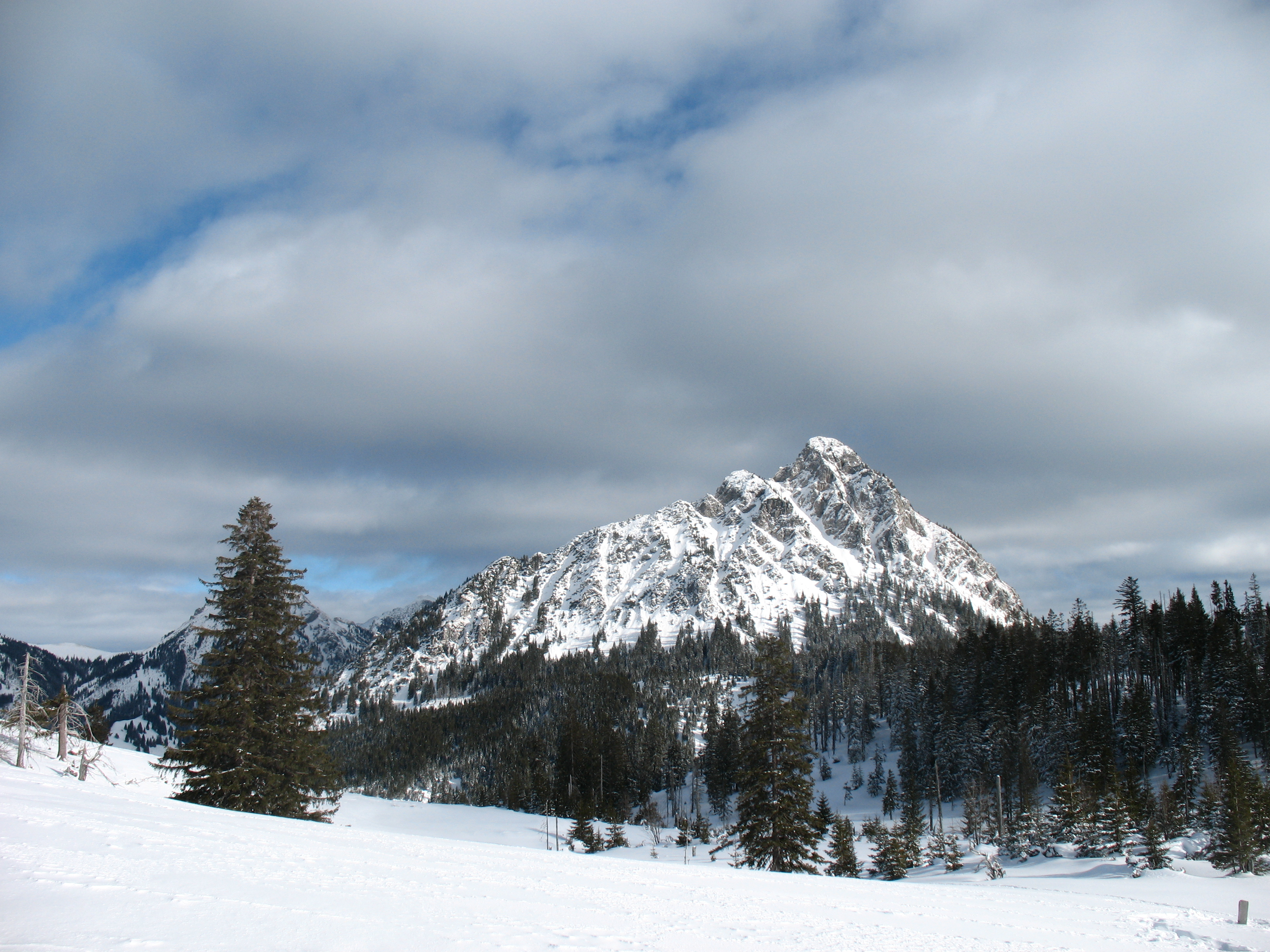

埃爾弗峰（德語：Elferspitze），是奧地利的山峰，位於該國西部，由蒂羅爾州負責管轄，屬於施图拜山的一部分，海拔高度2,505米，距離茨沃爾弗峰1公里，每年平均降雨量1,666毫米。